# 이사카 미토
이사카 미토(일본어: 井坂 美都, 1976년 1월 25일 ~ )는 일본의 은퇴한 여자 축구 선수이다.

## 국가대표팀 경력
그녀는 1997년 6월 15일 중국과의 경기에서 일본 국가대표팀에 데뷔했다. 1998년과 2002년 아시안 게임 동메달 획득, 2001년 AFC 여자 축구 선수권 대회 준우승에 기여했으며 1999년 FIFA 여자 월드컵에도 출전했다. 그녀는 2002년까지 국제 A매치 46경기에 출전하여 15득점을 넣었다.

## 통계
| 일본 | 일본 | 일본 |
| 연도 | 출전 | 득점 |
| ---- | ---- | ---- |
| 1997 | 1    | 0    |
| 1998 | 6    | 3    |
| 1999 | 14   | 5    |
| 2000 | 5    | 0    |
| 2001 | 11   | 7    |
| 2002 | 9    | 0    |
| 통산 | 46   | 15   |